# Досчатинский завод медицинского оборудования
 Досчатинский завод медицинского оборудования  — российский производитель медицинской техники для лечебно-профилактических учреждений страны. Расположен в рабочем посёлке Досчатое, г. Выкса, Нижегородской области.

## История

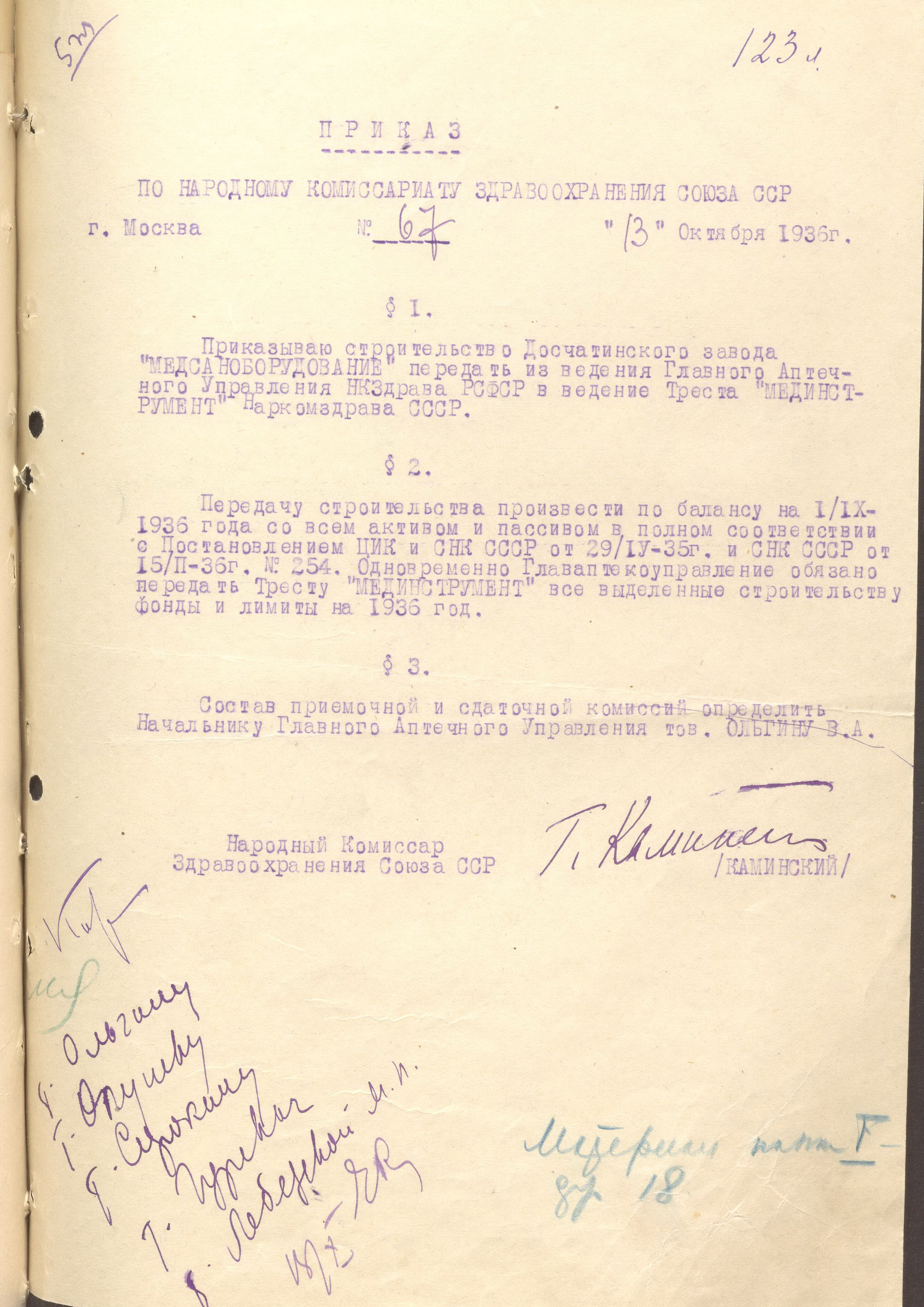
Приказ № 67 от 13.10.1936 по Народному комиссариату Здравоохранения Союза ССР о передаче строительства Досчатинского завода «МЕДСАНОБОРУДОВАНИЕ» из ведения Главного Аптечного Управления в ведение Треста «МЕДИНСТРУМЕНТ» Наркомздрава СССР

13 октября 1936 года народный комиссар здравоохранения СССР Григорий Наумович Каминский подписал Приказ № 67 о передаче строительства Досчатинского завода «МЕДСАНОБОРУДОВАНИЕ» из ведения Главного Аптечного Управления в ведение Треста «МЕДИНСТРУМЕНТ» Наркомздрава СССР. Строительство завода началось на месте закрывающейся агломерационной фабрики Выксунского металлургического завода в связи с ликвидацией доменного производства. Оно должно было специализироваться на производстве медицинского оборудования для лечебно-профилактических учреждений страны.
Первую партию выпустили уже через год, наладили изготовление четырёх видов продукции — ортопедические кровати, гинекологические кресла, акушерские кровати типа Рахманова и вулканизаторы. В 1938 году завод выполнил годовой план на 91 %.
4 февраля 1939 года утвержден и зарегистрирован Устав предприятия. В этом же году ассортимент выпускаемой продукции вырос ещё на четыре единицы — ортопедические столы, стерилизационные установки, кресла-самокаты, зубоврачебные кресла. Целью предприятия стал выпуск продукции почти на 8 млн рублей. На предприятии стало развиваться стахановское движение, благодаря которому за год завод выпустил 1473 гинекологических кресла.
Во время Великой Отечественной войны на предприятии прекратили выпуск ряда изделий и перешли на изготовление сапёрных лопат-миномётов, операционных и походных полевых столов, стерилизационных коробок, огневых стерилизаторов, вращающихся кресел и другой продукции военного назначения. Из заводского коллектива на фронт ушли все военнообязанные запаса, на производстве остались только наиболее высококвалифицированные работники. Из месяца в месяц увеличивался выпуск продукции военного назначения. Самоотверженный труд коллектива увенчался успехом. План 1942 года выполнен досрочно. Достигнутые высокие темпы не снижались, а наоборот увеличивались и в 1943 году.
Завод успешно выполнял планы 1943—1944 годов. Более 160 сотрудников ДЗМО не вернулись с полей сражений: Лашманов И. В., Любшин А. А. Киселёв А. Н., Вилков А. В., Волков И. И.. Предприятие воздвигло обелиск, отдавая дань памяти погибшим. По окончании войны завод вернулся к выпуску мирной продукции. С 1945 года на ДЗМО началось внедрение новых изделий (тележки для новорожденных, коляски для детей с последствиями полиомиелита, столик-термос для перевозки пищи и медицинские столики) и расширение производственных участков. Первым новшеством стало освоение метода холодной гибки труб вместо кузнечного в горячем виде. В 1946 году освоили производство медицинских кресел и нового процесса окраски изделий — методом распыления.
В 1947 году в механическом цехе установили централизованное охлаждение режущего инструмента, было пущено в эксплуатацию травильное отделение в гальваническом цехе. С 1950 года началось производство функциональных кроватей. В 1958 году ассортимент выпускаемой продукции вырос ещё на четыре единицы — кровати для лечения больных с тяжёлыми заболеваниями сердечно-сосудистой системы, кровати с винтовой системой перемещения секций для лечения травмированных больных, операционные столы с ручным подъёмником.
В 1962 году план производства был выполнен на 101 %. По сравнению с 1961 годом произошел рост объёма производства на 14,7 %. За это время завод приступил к освоению новых видов продукции — электрических сушильных шкафов, термосов для перевозки пищи. Завод успешно выполнял государственные планы 1965 и 1966 годов. Большие партии стерилизаторов, стерилизационных коробок, гинекологических кресел, установок для вытяжения переломов нижних конечностей, подставок, операционных столов, зубоврачебных кресел поставлены в такие страны мира, как Китай, Афганистан, Камбоджи, Иран, Пакистан, Венгрия, Греция, Франция.
В 1966 году за большие успехи в области охраны здоровья советского народа и развитие медицинской промышленности Президиум Верховного Совета СССР указом от 2 декабря 1966 года наградил орденами и медалями большую группу работников страны. В ДЗМО орденом «Знак почёта» награждён слесарь инструментального цеха Озеров А. С., медалью за «За трудовую доблесть» отмечена токарь механического цеха Тарасова Т. М.
В 1974 году завод представил 30 изделий на Международной выставке «Здравоохранение-74». Президиум торгово-промышленной палаты СССР наградил ДЗМО почётным дипломом. С 1980 года стали выпускаться столы для санитарной обработки новорождённых, устройство для вытяжения, стол для лечебной гимнастики, массажа и вытяжения позвоночника, устройство для мытья рук, медицинские тележки.
В 1975 году в Усадебно-промышленном комплексе Баташевых-Шепелевых музей открыл промышленный отдел, рассказывающий о крупнейших предприятиях Выксунского района: ВМЗ, ДРО, ТИМе, АО «ДЗМО», Леспромхозе.
В 1980 году ассортимент продукции ДЗМО вырос на 3 единицы — столы для обработки новорожденных, устройства для вытяжения, столы для лечебной гимнастики и массажа.

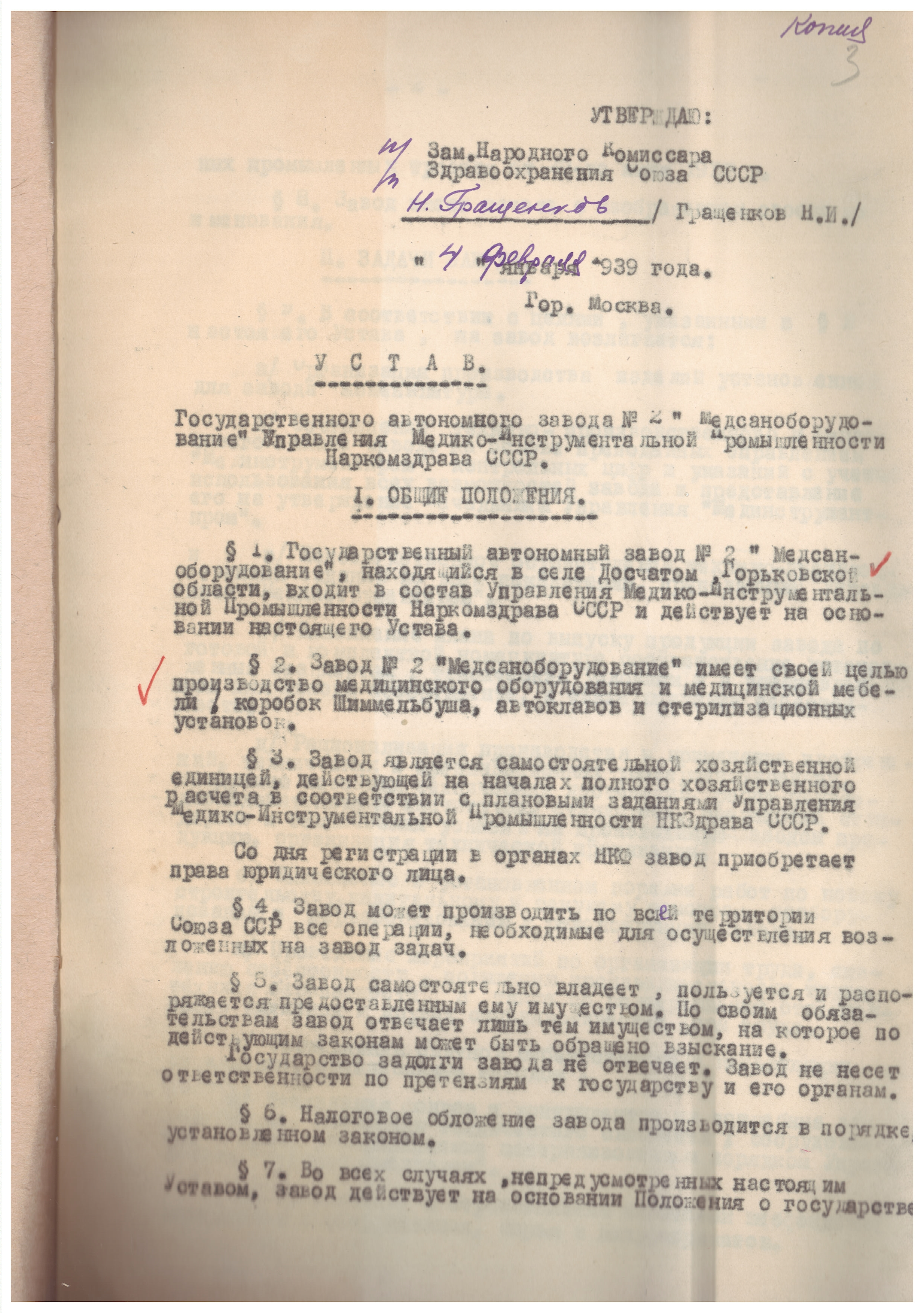
Устав государственного автономного завода №2 "Медсаноборудование" Управления Медико-Инструментальной промышленности Наркомздрава СССР

В 1992 году в стране начались экономические реформы, в связи с которыми в 1996 году предприятие было преобразовано в открытое акционерное общество. В июле 2015 года наименование было изменено на Акционерное общество «Досчатинский завод медицинского оборудования».

## Современное состояние
8 ноября 2004 года в Новодмитриевке был открыт мемориал и музей имени Василия Николаевича Лужина. В настоящее время в третьем зале представлены экспозиции о промышленных предприятиях города, в том числе и о Досчатинском заводе медоборудования. В зале экспонируются макеты выпускаемых предприятиями оборудования, а также образцы выпускаемой продукции.
В 2007 году ДЗМО выпускает гинекологические кресла с электроприводом и кроватки для новорождённых с пеленальным столиком.
В 2011 году система менеджмента качества АО «ДЗМО» получила подтверждение соответствия новой редакции стандартов ИСО 9001-2008. Завод приступил к выпуску медицинских кроватей КМ-1, внутрикорпусных тележек ТВК. Введен в эксплуатацию станок лазерной резки. Был запущен процесс ухода от использования прессов в пользу лазерного раскроя листового металла.
ДЗМО входит в состав Союза «Торгово-промышленная палата Нижегородской области».
По состоянию на 2019 год, завод выпускает более 85 изделий в 21 товарной группе: гинекологические кресла, акушерские кровати, столы для санитарной обработки новорожденных, функциональные кровати для взрослых и детей, смотровые и массажные кушетки, подставки для тазов и стерилизационных коробок, столики, стулья, табуреты, прикроватные тумбочки, ширмы, штативы, тележки для перевозки больных, хозяйственные тележки, стерилизационные круглые и прямоугольные коробки, дезинфекционные кипятильники, вращающиеся кресла, устройства для перемещения пациентов (подъёмники) и установки для лечения вытяжением переломов верхних и нижних конечностей.

## Награды
- Диплом за победу в VIII Всероссийском конкурсе «1000 лучших предприятий России 2007».
- Диплом за II место в отрасли «Медицинская промышленность и фармация» по итогам 2013 года[23].
- Почетный штандарт губернатора Нижегородской области по итогам 2016 года[24].
- Национальный сертификат «Лидер экономики 2017» с золотой медалью «Бизнес Элита»[25].

## Названия завода
- 1936—1937 — Досчатинский завод «Медсаноборудование».
- 1937—1946 — Завод № 2 медицинского оборудования Главного управления медико-инструментальной промышленности Народного комиссариата здравоохранения СССР.
- 1946—1957 — Досчатинский завод медицинского оборудования Главного управления медицинского оборудования Министерства здравоохранения СССР.
- 1957—1962 — Досчатинский завод медицинского оборудования Управления машиностроения ГСНХ.
- 1962—1965 — Досчатинский завод медицинского оборудования Управления машиностроения СНХ Волго-Вятского экономического района.
- 1966—1968 — Досчатинский завод медицинского оборудования главного управления медтехники Министерства здравоохранения СССР.
- 1968—1993 — Досчатинский завод медицинского оборудования Министерства медицинской промышленности СССР.
- 1993—1996 — Акционерное общество открытого типа «Досчатинский завод медицинского оборудования».
- 1996—2015 — Открытое акционерное общество «Досчатинский завод медицинского оборудования».
- С 2015 года — Акционерное общество «Досчатинский завод медицинского оборудования».